# Tõrva (Tõrva)
Tõrva (deutsch Törwa) ist eine Stadt im Süden Estlands.
Die Stadt liegt im Zentrum des Kreises Valga am Fluss Õhne.

## Entfernungen
- Tallinn: 220 km
- Riga: 185 km
- Pärnu: 110 km
- Tartu: 70 km
- Valga: 30 km

## Bauwerke und Denkmäler
- Konzerthalle (Ehemalige Orthodoxe Kirche). Das Gebäude wurde von der russisch-orthodoxen Kirche in den Jahren 1903–1905 auf Kosten des russischen Reiches erbaut. Baumeister war Karl Šurin. Die Kirche hatte zwei Kuppeln und einem Glockenturm. Am 28. Dezember 1905 fand die feierliche Weihe der Kirche unter dem Namen Apostolisch-Orthodoxe Geburtskirche in Helme-Tõrva statt. Im September 1944 wurden das Dach der Kirche und der Glockenturm getroffen, wodurch der obere Teil des Turms einige Monate später einstürzte und das Dach der Kirche zerstörte. In den folgenden Jahren diente das zerstörte Gebäude als Wäsche- und Zementlager der Genossenschaft, als Eiskeller der Molkerei und als Turnhalle. Nach einer Restaurierung wird das Gebäude seit 1997 als Konzertsaal genutzt

- Koit Kino. Das Im Stil des Sozialistischen Klassizismus errichtete Gebäude wurde 1953 als Kino eröffnet und wird jetzt als multifunktionelles Kulturzentrum genutzt.

- Denkmal für die im Estnischen Unabhängigkeitskrieg gefallenen Soldaten. Es befindet sich neben dem Tõrva Gymnasium im Park an der Puiestee 1. Das Denkmal wurde von dem Bildhauer Aleksander Eller entworfen und als Bronzestatue modelliert. Die Steinmetzarbeiten wurden von dem Steinmetz Richard Toomingas ausgeführt. Das Denkmal wurde am 14. Oktober 1928 eingeweiht. Während der sowjetischen Besatzung wurde es 1940 abgerissen und am 23. Juni 1990 neuerrichtet.

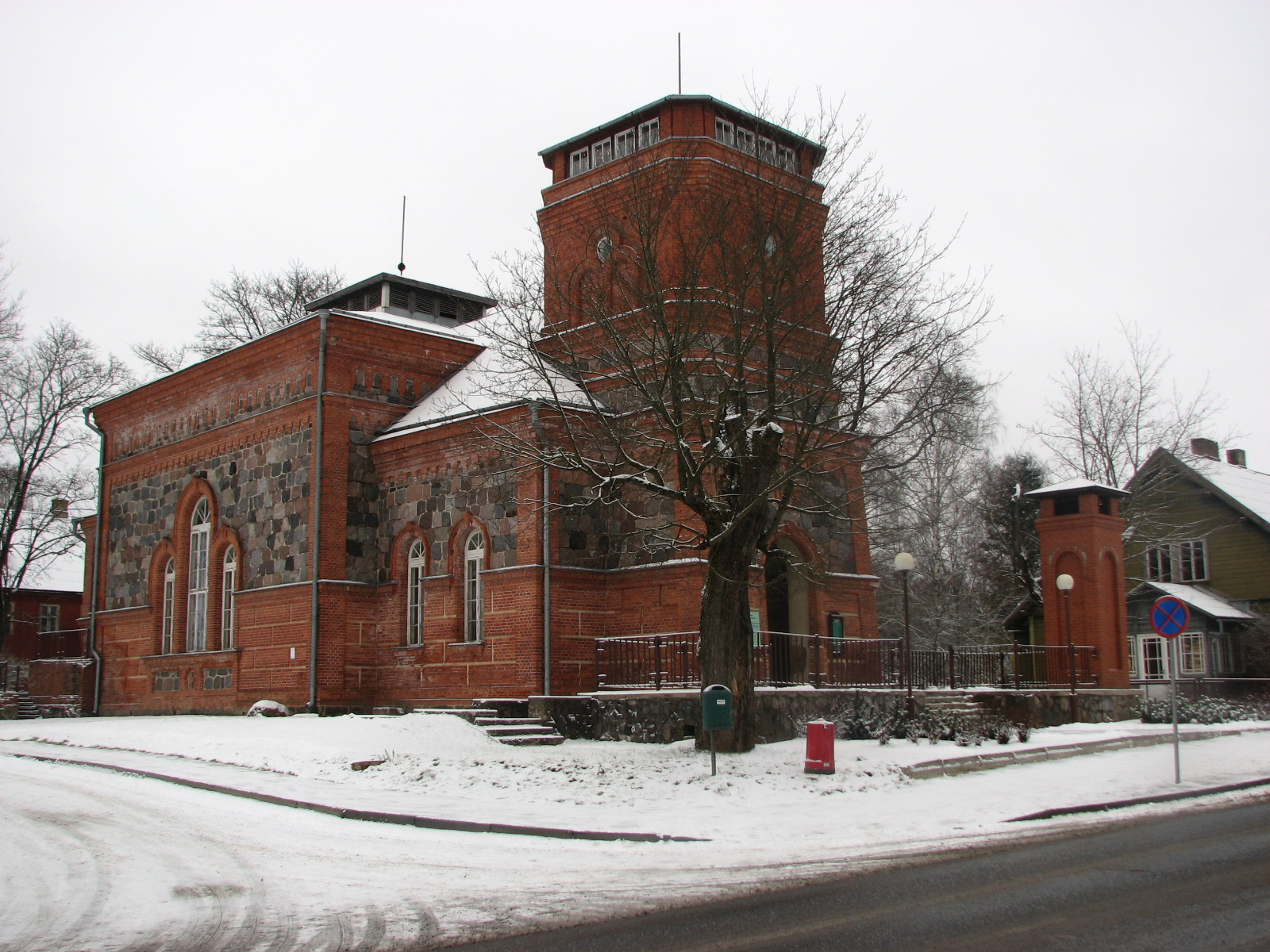
Konzerthalle
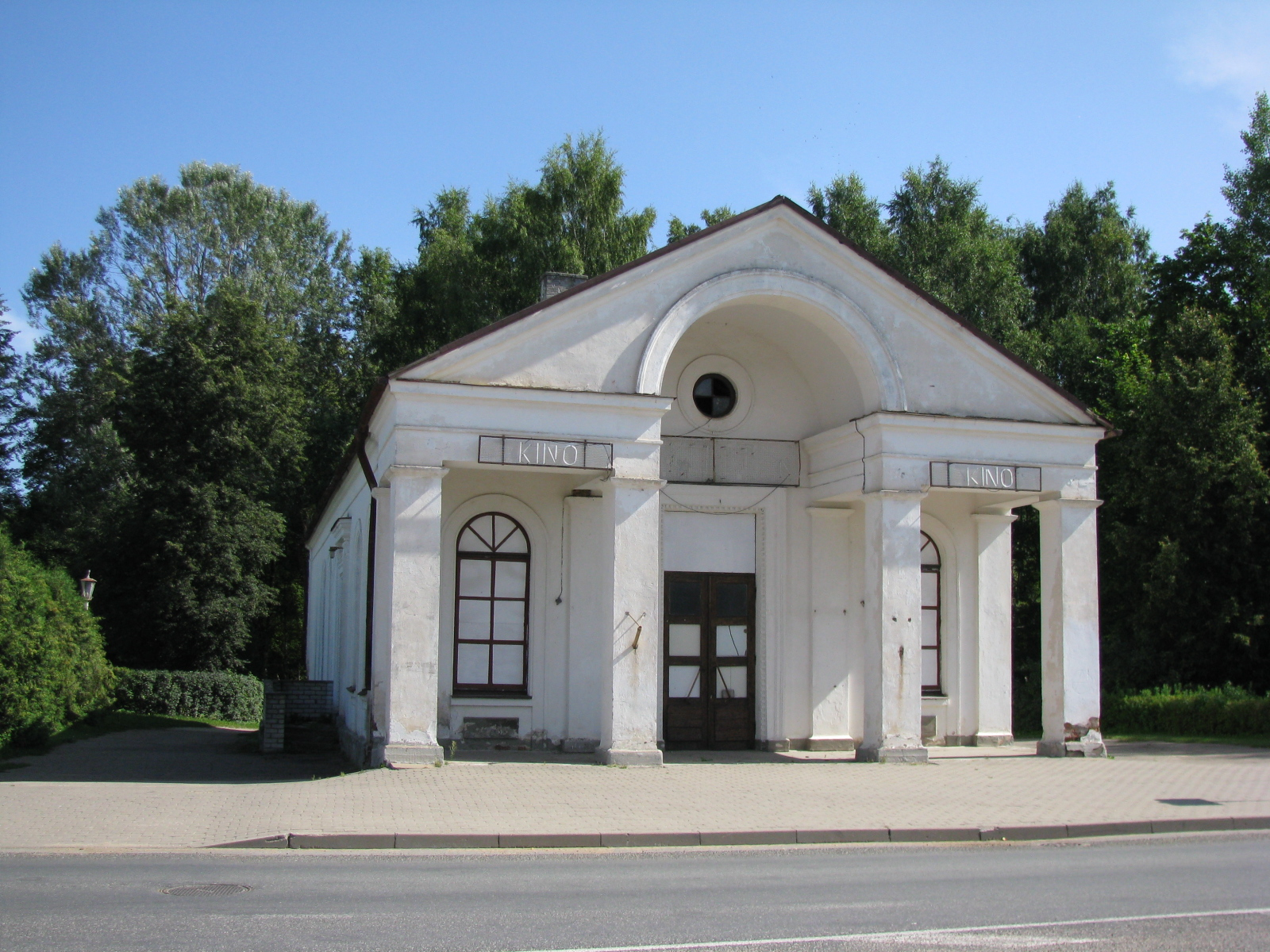
Koit Kino
Denkmal für den Unabhängigkeitskrieg

## Partnerschaften
Tõrva pflegt freundschaftliche und partnerschaftliche Beziehungen zu
- Timrå  in Schweden
- Laihia in Finnland
- Łuków in Polen
- Grantsville in Maryland in den USA
- Hemsedal in Norwegen

## Persönlichkeiten
- Rein Tootmaa (* 1957), Schriftsteller und Kritiker
- Magnus Kirt (* 1990), Speerwerfer